# Klein koolwitje
Het klein koolwitje of knollenwitje (Pieris rapae) is een dagvlinder uit de familie van de witjes (Pieridae).

## Biotoop
Het klein koolwitje komt in grote delen van Europa voor, maar ook in Noord-Afrika, Azië en Japan en is een exoot in Noord-Amerika en Australië. De vlinder vliegt van zeeniveau tot 3000 meter in berggebied. Het stelt geen specifieke eisen aan zijn omgeving en kan daarom overal worden aangetroffen waar de waardplanten groeien.
Onder de waardplanten van het klein koolwitje bevinden zich verscheidene koolsoorten, vandaar de naam. Door kwekers van koolsoorten wordt de rups algemeen als een plaagdier gezien. Meer specifiek zijn de waardplanten: de kruisbloemenfamilie (Brassicaceae), de resedafamilie (Resedaceae), de kappertjesplant (Capparis spinosa), de Oost-Indische kers en andere Tropaeolaceae en enkele soorten uit de amarantenfamilie (Chenopodiaceae) zoals vooral meldes (Atriplex).

## Levenscyclus
De vlinder legt één tot hooguit zes eieren per plant op de onder- of bovenkant van het blad of op de stengel van de plant. Mede hierdoor leven de rupsen vaak solitair. Er zijn 3 tot 4 generaties per jaar. De eerste generatie vliegt tot eind juni. De tweede en de derde generatie overlappen elkaar en vliegen van eind juni tot eind september. Soms is er ook nog een vierde generatie tot in november.
De vlinder overwintert als pop, vaak relatief laag bij de grond (1-3 meter) en regelmatig aan niet-natuurlijke voorwerpen (muren, hekwerk, tuinmeubels etc.). De vliegtijd is van maart tot in november, maar de vlinder wordt op de Canarische Eilanden het hele jaar door waargenomen.
De rups zit vaak langs een nerf of bladrand van kruisbloemigen, maar vanaf het derde stadium leeft deze meestal in het hart van de koolplant.

## Natuurlijke vijanden
De rups wordt geparasiteerd door een Europese sluipwesp uit het geslacht Apantheles. Daarnaast zetten sommige sluipvliegen hun eitjes op de poppen af en eten lieveheersbeestjes en de gewone hooiwagen de rupsen op. Ook sommige wantsen en een virus zijn natuurlijke vijanden van de rups.

## Herkennen
De vleugel heeft een lengte van 21 tot 27 millimeter en is gesierd met enkele zwarte vlekken. Op de onderzijde zit een groene bestuiving. Zowel de vrouwtjes als de mannetjes hebben een donkere tip aan de bovenkant van de voorvleugel, die recht is afgesneden. Bij het mannetje zit daaronder nog één stip en bij het vrouwtje nog twee stippen. Bij de tweede en volgende generaties zijn de stippen iets donkerder van kleur.
Een aantal vlinders lijkt min of meer sterk op het klein koolwitje:
|  | Groot koolwitje (Pieris brassicae) is in het geheel wat groter (vleugellengte ca. 32 mm vs. 25 mm voor klein koolwitje), de zwarte vlek op de punt van de voorvleugel is wat zwaarder aangezet, maar compacter en loopt op de bovenkant van de voorvleugel aan de achterzijde slechts door tot de derde of vierde ader, terwijl deze bij het klein koolwitje door kan lopen tot de zesde of zevende ader. |
|  | Klein geaderd witje (Pieris napi) heeft duidelijke zwarte tekening op en om de vleugeladers. De zwarte vlek aan de vleugelpunt is niet recht afgesneden, maar druppelt wat na. |
|  | Wedewitje (Pieris ergane) dat in Zuid-Europa het Midden-Oosten, Turkije en Iran voorkomt heeft op de onderkant van de voorvleugels geen zwarte vlek. De vlek in de vleugelpunt is ongeveer vierkant. |
|  | Scheefbloemwitje (Pieris mannii) dat in Centraal- en Zuid-Europa voorkomt, maar inmiddels ook Nederland heeft bereikt, heeft een grotere zwarte tekening op de vleugelpunt die op de bovenkant doorloopt tot de derde of vierde ader. De vlek aan de voorrand op de bovenkant van de achtervleugel is groot, hoekig en vaak aan minimaal een zijde hol.                                                   |

### Rups
De tamelijk grote rups heeft een heldergroene tot donker blauwgroene kleur met een fluwelige beharing en lijkt sterk op de rups van andere Pieris-soorten, maar niet op die van het groot koolwitje en van het Canarisch koolwitje (Pieris cheiranthi).

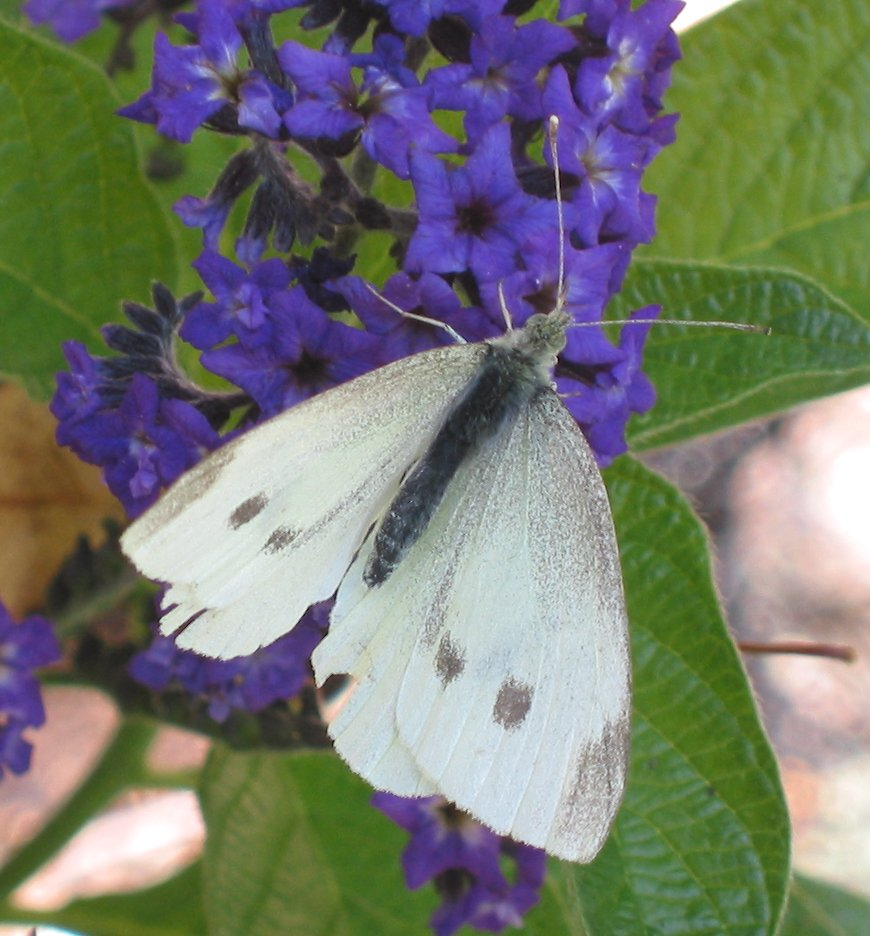
Vrouwtje
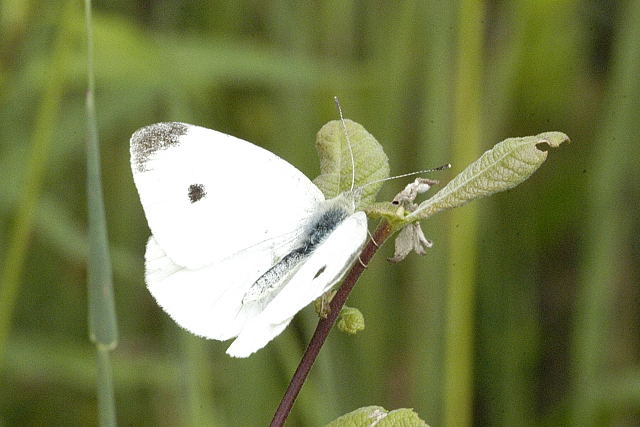
Mannetje
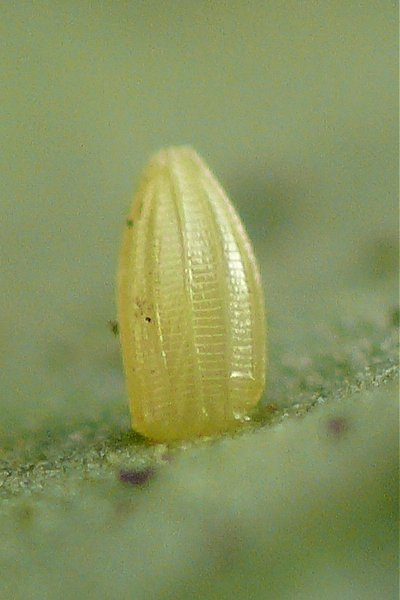
Het eitje
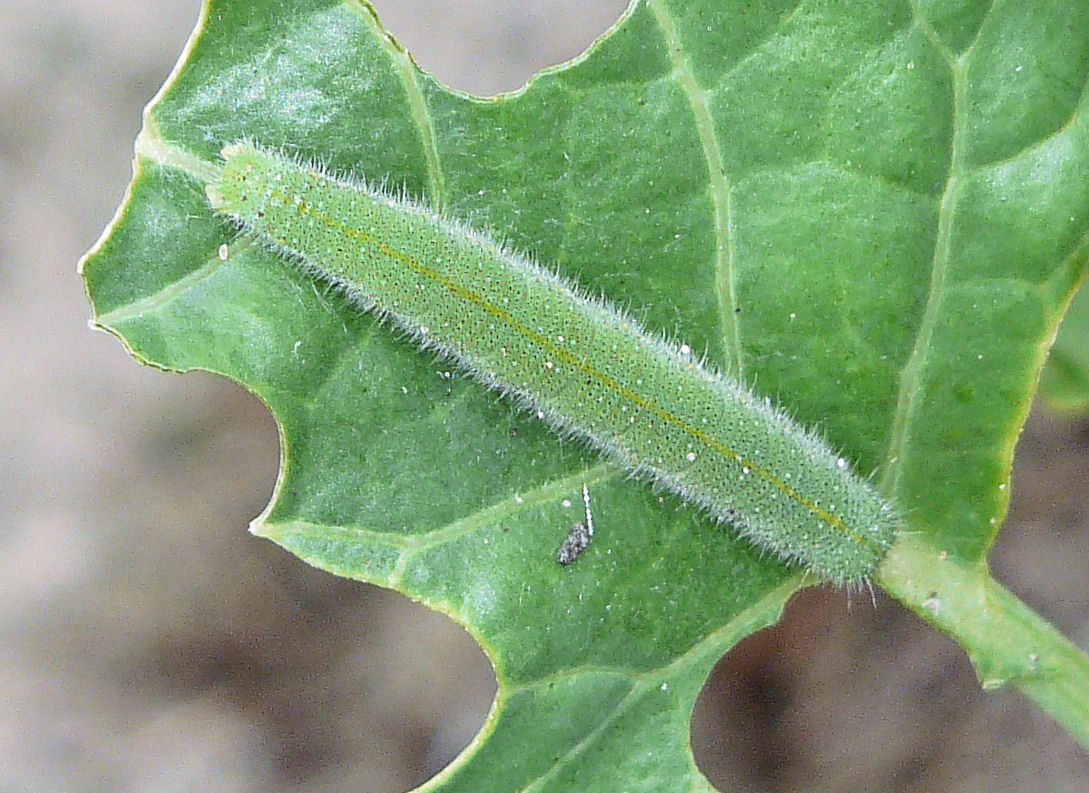
Rups op broccoli
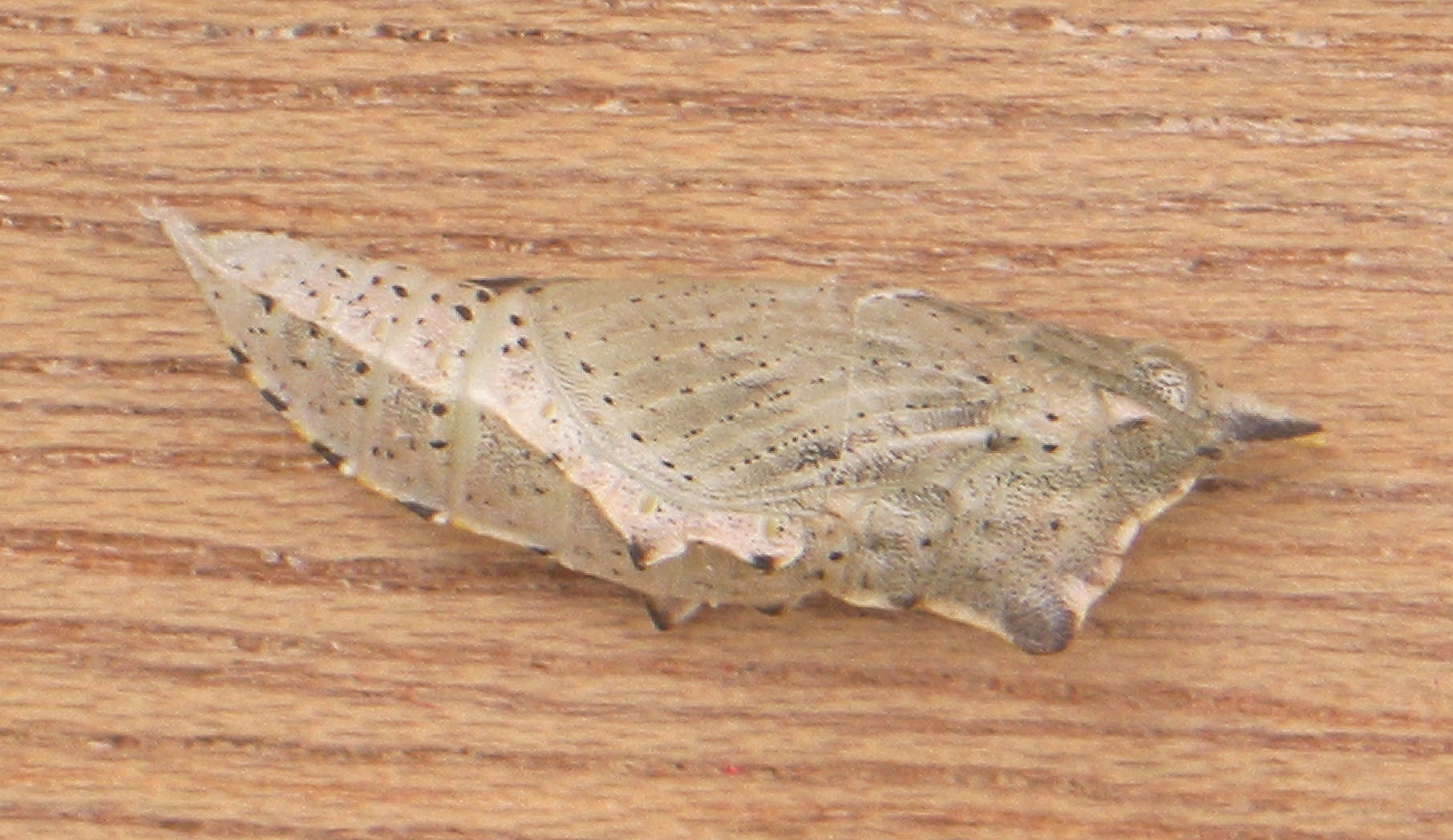
Pop
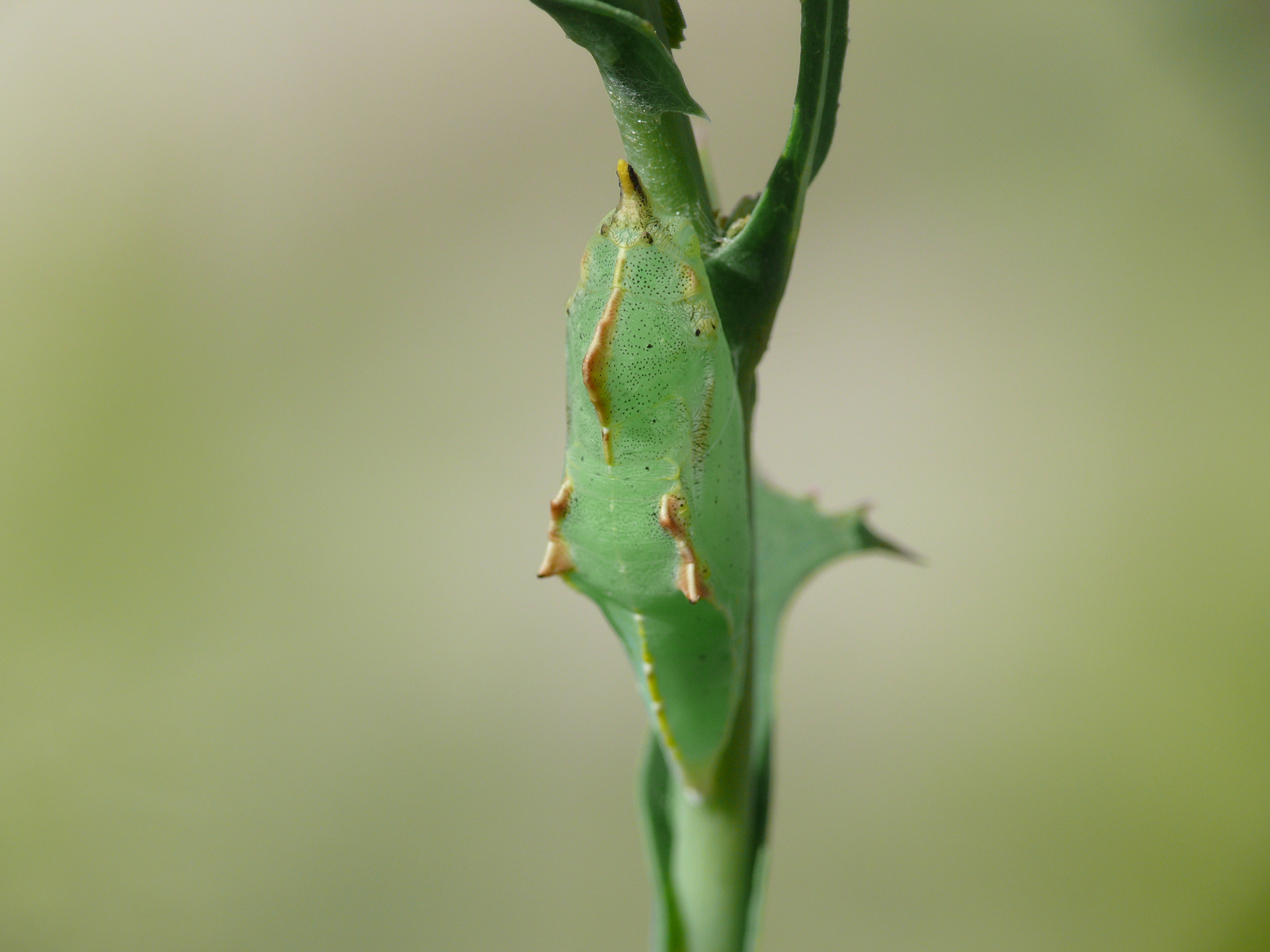
Pop
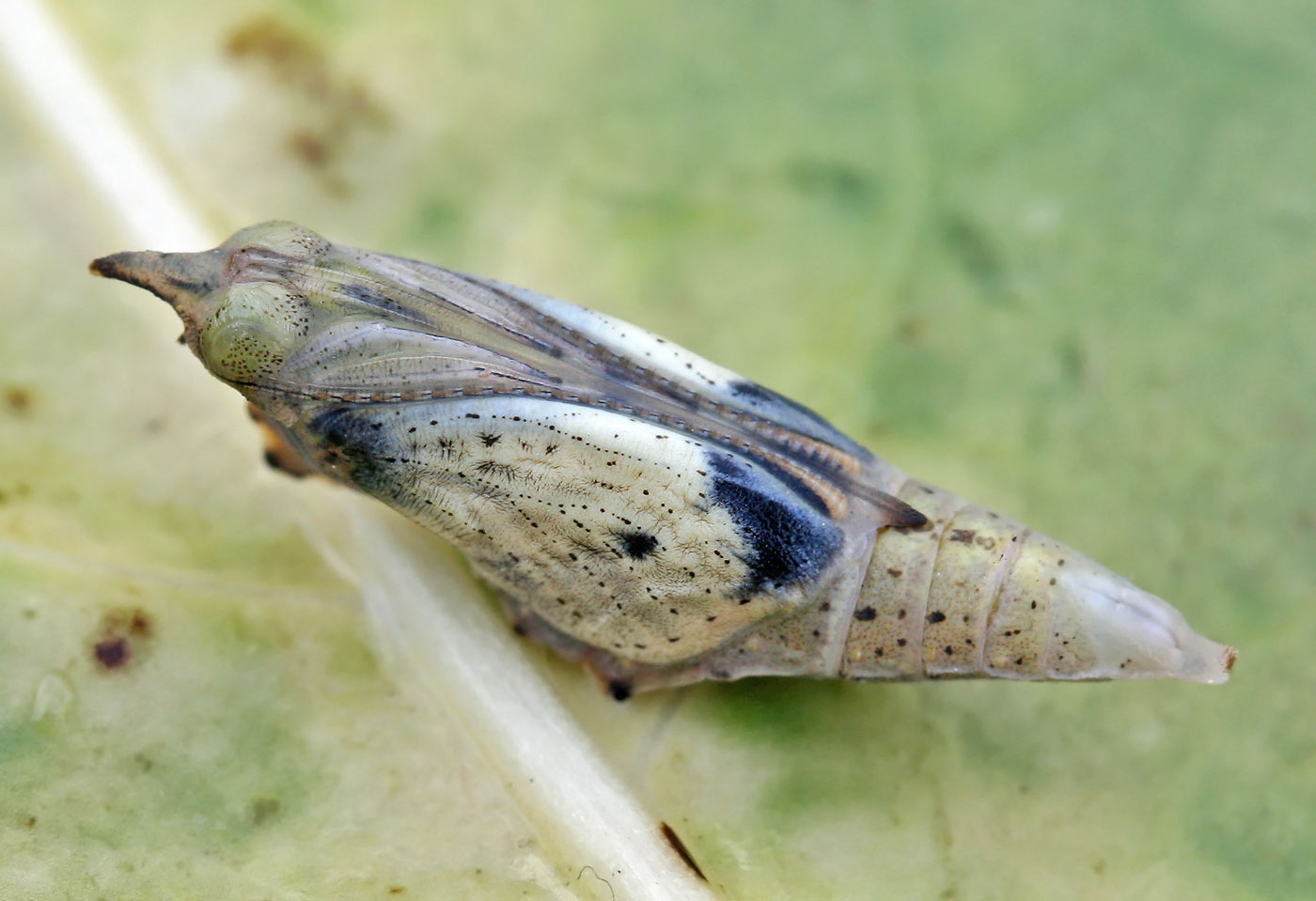
Pop vlak voor uitsluipen
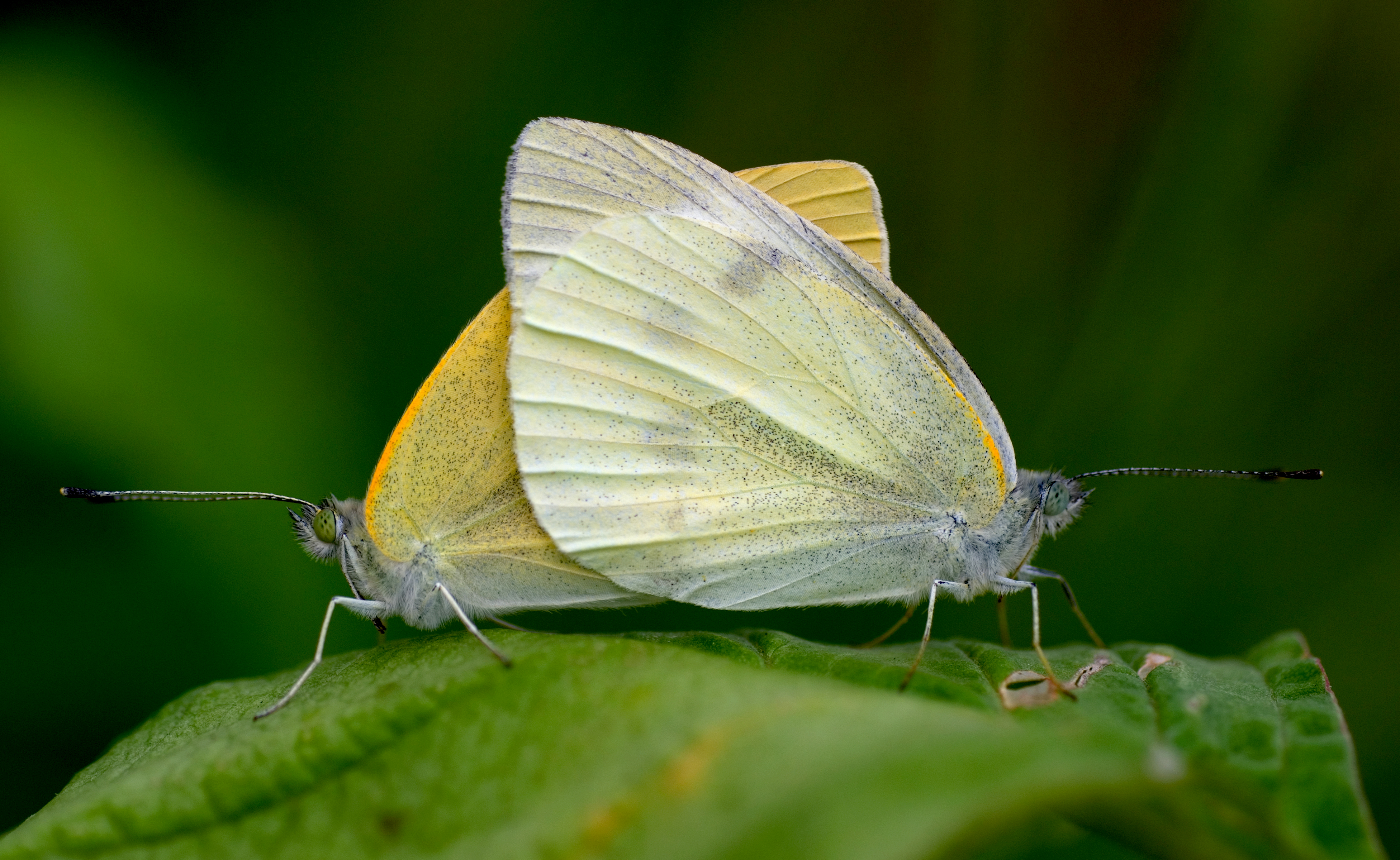
Twee kleine koolwitjes tijdens de paring